# Carlos Rodríguez (ciclista)
Carlos Rodríguez Cano (Almuñécar, Granada, 2 de fevereiro de 2001) é um ciclista espanhol que corre para a equipa profissional Ineos Grenadiers de categoria UCI WorldTeam.

## Palmarés
- 2018 (como júnior)
  - Campeonato da Espanha Contrarrelógio Júnior 
  - 3.º no Campeonato Europeu em Estrada

- 2019 (como júnior)
  - Campeonato da Espanha Contrarrelógio Júnior [2]
  - Tour de Gironde, mais 1 etapa
  - Volta ao Besaya, mais 1 etapa
  - 1 etapa da Volta à Província de Valencia

- 2021
  - 3.º no Campeonato da Espanha Contrarrelógio 
  - 1 etapa do Tour de l'Avenir

- 2022
  - 1 etapa da Volta ao País Basco
  - Campeonato da Espanha em Estrada

## Resultados

### Grandes Voltas
| Corrida | Corrida         | 2020 | 2021 | 2022 |
| ------- | --------------- | ---- | ---- | ---- |
|         | Giro d'Italia   | —    | —    | —    |
|         | Tour de France  | —    | —    | —    |
|         | Volta a Espanha | —    | —    | 7.º  |

### Voltas menores
| Corrida | Corrida              | 2020 | 2021 | 2022 | 2023 |
| ------- | -------------------- | ---- | ---- | ---- | ---- |
|         | Volta à Catalunha    | —    | —    | 15.º | —    |
|         | Volta ao País Basco  | —    | —    | 26.º | —    |
|         | Critério do Dauphiné | —    | 33.º | —    |      |
|         | BinckBank Tour       | 53.º | —    | X    |      |

### Clássicas e Campeonatos
| Corrida                   | Corrida                   | 2020 | 2021 | 2022 | 2023 |
| ------------------------- | ------------------------- | ---- | ---- | ---- | ---- |
| Strade Bianche            | Strade Bianche            | —    | —    | 20.º | Ab.  |
| Flecha Valona             | Flecha Valona             | —    | —    | 37.º | —    |
|                           | Liège-Bastogne-Liège      | —    | —    | Ab.  | —    |
| Clássica de San Sebastián | Clássica de San Sebastián | X    | 54.º | 5.º  |      |
|                           | Giro de Lombardia         | —    | —    | 5.º  |      |
| Mundial em Estrada        | Mundial em Estrada        | —    | 53.º | —    |      |
| Mundial Contrarrelógio    | Mundial Contrarrelógio    | —    | 25.º | —    |      |
| Espanha em Estrada        | Espanha em Estrada        | 28.º | 8.º  | 1.º  |      |
| Espanha Contrarrelógio    | Espanha Contrarrelógio    | —    | 3.º  | 4.º  |      |

—: Não participa

Ab.: Abandona

X: Não se disputou

## Equipas
- Ineos Grenadiers (2020-)